# Gliese 1214 b
Gliese 1214 b (thường được rút ngắn thành GJ 1214 b) là một ngoại hành tinh quay quanh ngôi sao Gliese 1214, và được phát hiện vào tháng 12 năm 2009. Ngôi sao mẹ của Gliese 1214 b cách Mặt Trời 48 năm ánh sáng, trong chòm sao Xà Phu. Tính đến năm 2017, GJ 1214 b là ứng cử viên được biết đến nhiều nhất vì là một hành tinh đại dương. Vì lý do đó, các nhà khoa học đã đặt biệt danh cho hành tinh này là "thế giới nước".
Đây là một siêu Trái Đất, có nghĩa là hành tinh này lớn hơn Trái Đất nhưng nhỏ hơn đáng kể (về khối lượng và bán kính) so với những hành tinh khí khổng lồ trong Hệ Mặt Trời. Sau COROT-7b, GJ 1214 b là siêu Trái Đất thứ hai được đo đạc cả khối lượng và bán kính và là siêu Trái đất đầu tiên thuộc loại hành tinh mới có kích thước nhỏ và mật độ tương đối thấp. Việc quá cảnh của GJ 1214 b cho phép nghiên cứu bầu khí quyển của hành tinh bằng phương pháp quang phổ.
Vào tháng 12 năm 2013, NASA đã báo cáo rằng các đám mây có thể đã được phát hiện trong bầu khí quyển của GJ 1214 b.
Vào tháng 8 năm 2022, GJ 1214 b và ngôi sao chủ của hành tinh này được đưa vào danh sách 20 ngoại hành tinh và ngôi sao chủ được đặt tên bởi dự án NameExoWorlds thứ ba.

## Phát hiện
GJ 1214 b lần đầu tiên được phát hiện bởi Dự án MEarth, tìm kiếm những giọt sáng nhỏ có thể xảy ra khi một hành tinh quay quanh một thời gian ngắn trôi qua trước ngôi sao mẹ của nó. Đầu năm 2009, các nhà thiên văn học điều hành dự án đã nhận thấy rằng ngôi sao GJ 1214 xuất hiện cho thấy sự giảm độ sáng của loại đó. Sau đó, họ quan sát ngôi sao kỹ hơn và xác nhận rằng nó mờ đi khoảng 1,5% cứ sau 1,58 ngày. Các phép đo tốc độ hướng tâm tiếp theo sau đó đã được thực hiện với máy quang phổ HARPS trên kính viễn vọng 3,6 mét của ESO tại La Silla, Chile; những phép đo đó đã thành công trong việc cung cấp bằng chứng độc lập cho thực tế của hành tinh. Một bài báo sau đó đã được xuất bản trên tạp chí Nature công bố hành tinh và đưa ra ước tính về các thông số khối lượng, bán kính và quỹ đạo của nó.

## Tính năng, đặc điểm

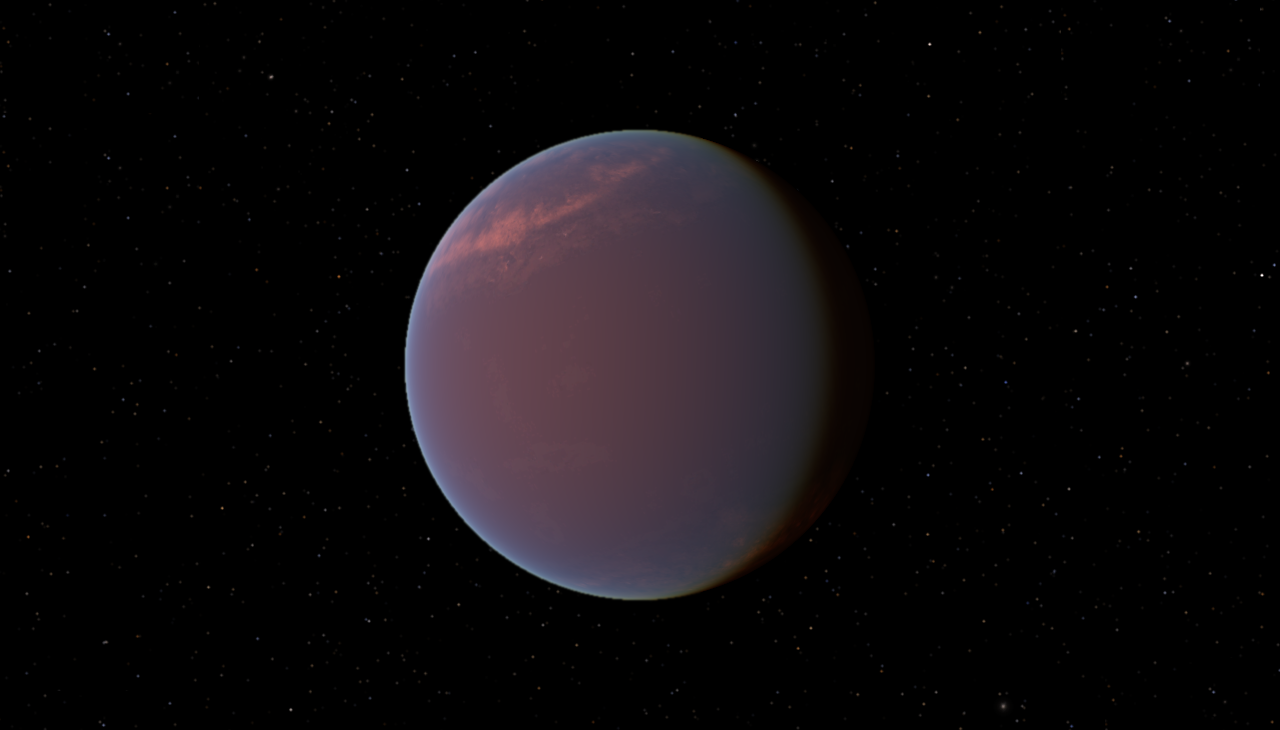
Tác phẩm nghệ thuật về hành tinh với những đại dương sâu thẳm có thể

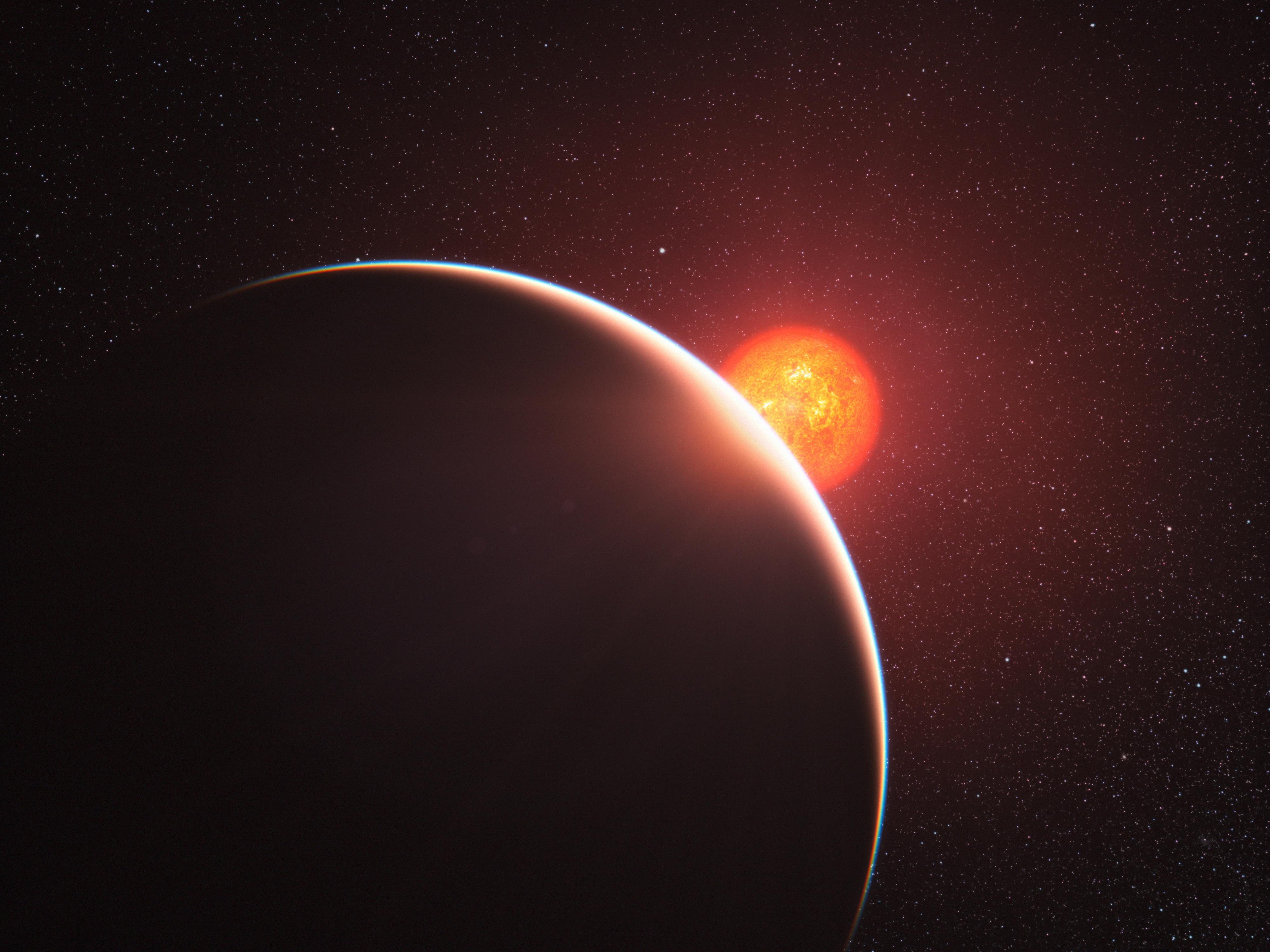
Ấn tượng của nghệ sĩ về GJ 1214 b (tiền cảnh), được chiếu sáng bởi ánh sáng đỏ của ngôi sao mẹ (chính giữa)

Bán kính của GJ 1214 b có thể được suy ra từ mức độ mờ được nhìn thấy khi hành tinh đi qua phía trước ngôi sao mẹ của nó khi nhìn từ Trái Đất. Khối lượng của hành tinh có thể được suy ra từ các quan sát nhạy cảm về tốc độ hướng tâm của sao mẹ, được đo thông qua các dịch chuyển nhỏ trong các vạch phổ của sao do hiệu ứng Doppler. Với khối lượng và bán kính của hành tinh, mật độ của nó có thể được tính toán. Thông qua so sánh với các mô hình lý thuyết, mật độ lần lượt cung cấp thông tin hạn chế nhưng rất hữu ích về thành phần và cấu trúc của hành tinh.

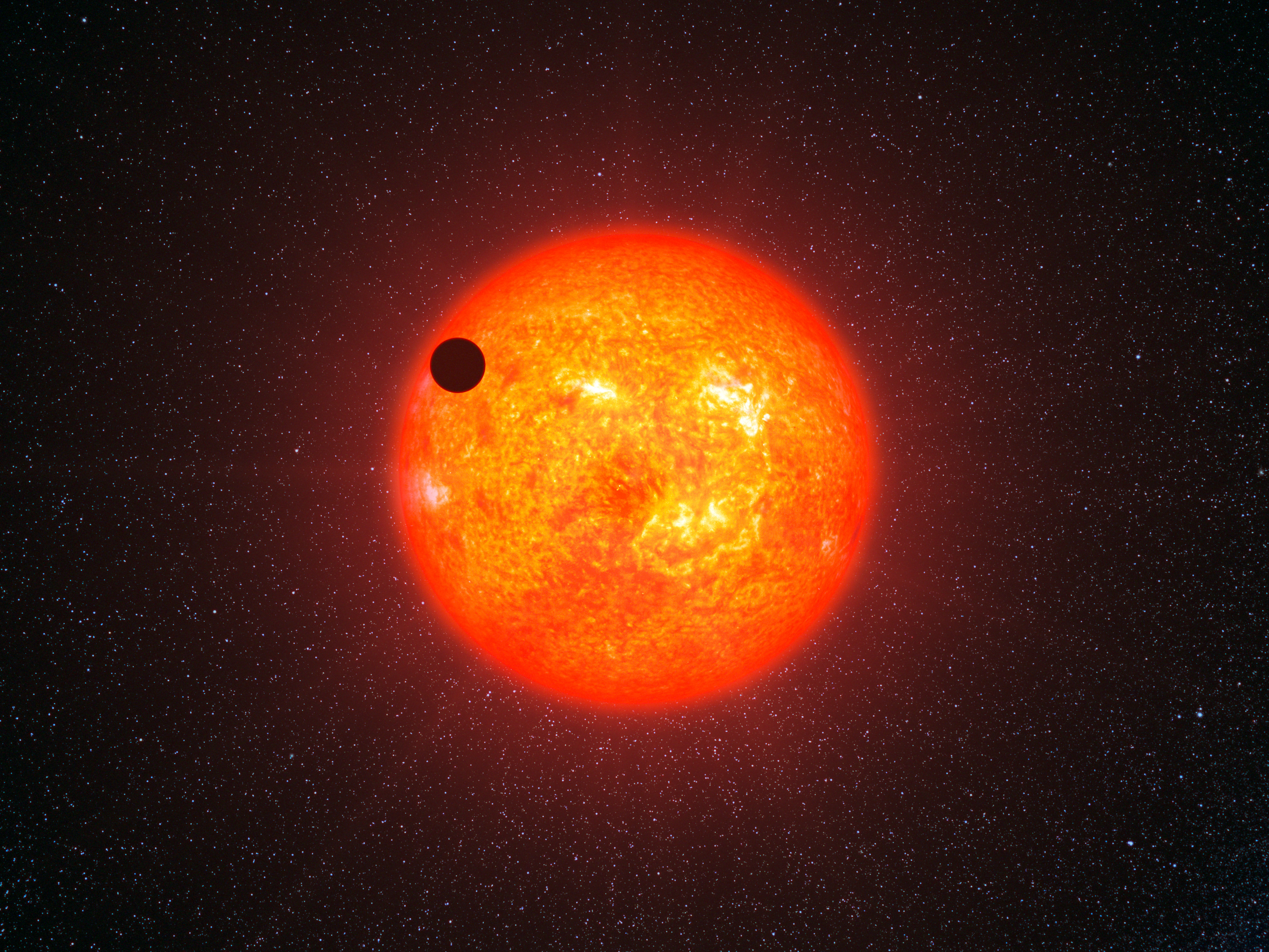
Tác phẩm này cho thấy GJ 1214 b có thể trông như thế nào khi nó vượt qua ngôi sao mẹ của nó. Đây là siêu Trái Đất thứ hai mà các nhà thiên văn học đã xác định khối lượng và bán kính, đưa ra manh mối quan trọng về cấu trúc của nó.

Do kích thước tương đối nhỏ của sao mẹ GJ 1214 b, nên có thể thực hiện các quan sát quang phổ trong quá trình hành tinh. Bằng cách so sánh phổ quan sát trước và trong quá trình chuyển đổi, phổ của bầu khí quyển hành tinh có thể được suy ra. Vào tháng 12 năm 2010, một nghiên cứu đã được công bố cho thấy phổ phần lớn không có gì đặc biệt trong phạm vi bước sóng của 750 Than1000   bước sóng. Bởi vì một bầu không khí giàu hydro và không có mây sẽ tạo ra các đặc điểm quang phổ có thể phát hiện được, nên một bầu không khí như vậy dường như bị loại trừ. Mặc dù không có dấu hiệu rõ ràng được quan sát thấy hơi nước hoặc bất kỳ phân tử nào khác, các tác giả của nghiên cứu tin rằng hành tinh này có thể có một bầu khí quyển bao gồm chủ yếu là hơi nước. Một khả năng khác là có thể có một lớp mây dày cao, hấp thụ ánh sáng sao. Quan sát thêm là cần thiết để xác định thành phần của khí quyển của nó.
Do tuổi già ước tính của hệ hành tinh và tỷ lệ thoát thủy động tính toán là 9 × 10 5 kg s −1, các nhà khoa học kết luận rằng đã có một sự mất mát đáng kể trong khí quyển trong suốt vòng đời của hành tinh và bất kỳ bầu khí quyển hiện tại nào cũng không thể là nguyên thủy.
GJ 1214 b có thể mát hơn bất kỳ hành tinh chuyển tiếp nào được biết đến trước khi phát hiện ra Kepler-16b vào năm 2011 bởi nhiệm vụ Kepler. Nhiệt độ cân bằng của nó được cho là nằm trong khoảng 393–555 K (120–282 °C; 248–539 °F), tùy thuộc vào mức độ bức xạ của ngôi sao được phản xạ trở lại không gian.

### Đầu cơ dựa trên các mô hình hành tinh
Chúng ta dù có rất ít thông tin về GJ 1214 b, đã có sự suy đoán về bản chất và thành phần cụ thể của nó. Trên cơ sở các mô hình hành tinh  ta đã đề xuất rằng GJ 1214 b có một lớp vỏ khí tương đối dày. Có thể đề xuất các cấu trúc bằng cách giả định các thành phần khác nhau, được hướng dẫn bởi các kịch bản cho sự hình thành và tiến hóa của hành tinh. GJ 1214 b có thể là một hành tinh đá với một outgassed khí quyển giàu hydro, một mini-Neptune, hoặc một hành tinh đại dương. Nếu đó là một thế giới nước, nó có thể được coi là một phiên bản lớn hơn và nóng hơn của Mặt trăng Europa của Sao Mộc. Mặc dù không có nhà khoa học nào tuyên bố tin rằng GJ 1214 b là một hành tinh đại dương, nhưng nếu GJ 1214 b được coi là một hành tinh đại dương, thì  tức là phần bên trong được cho là cấu tạo chủ yếu từ lõi nước được bao quanh bởi nhiều nước hơn, tỷ lệ tổng khối lượng phù hợp với khối lượng và bán kính là khoảng 25% đá và 75% nước, được bao phủ bởi một lớp khí dày như hydro và heli (c. 0,05%). Các hành tinh nước có thể là kết quả của sự di cư vào hành tinh bên trong và bắt nguồn từ các hành tinh được hình thành từ vật liệu giàu băng dễ bay hơi ngoài dòng tuyết nhưng không bao giờ đạt được khối lượng đủ để tích tụ một lượng lớn khí đốt H / He. Do áp suất khác nhau ở độ sâu, các mô hình của một thế giới nước bao gồm "hơi nước, chất lỏng, siêu lỏng, áp suất cao và pha plasma" của nước. Một số nước pha rắn có thể ở dạng băng VII.